# Messor tropicorum
Messor tropicorum es una especie de hormiga del género Messor, subfamilia Myrmicinae. 

## Distribución
Esta especie se encuentra en Angola, Namibia y Sudáfrica.